# Ibis à face nue
Phimosus infuscatus
Genre
Espèce
Statut de conservation UICN

 LC  : Préoccupation mineure
L'Ibis à face nue (Phimosus infuscatus) est une espèce d'oiseaux de la famille des Threskiornithidae, la seule représentante du genre Phimosus.

## Répartition
Cet oiseau vit en Argentine, en Bolivie, au Brésil, en Colombie, en Équateur, au Guyana, au Paraguay, au Suriname, en Uruguay et au Venezuela.

## Sous-espèces
D'après la classification de référence (version 14.1, 2024) de l'Union internationale des ornithologues, l'Ibis à face nue possède 3 sous-espèces (ordre philogénique) :
- Phimosus infuscatus berlepschi (Hellmayr, 1903) ;
- Phimosus infuscatus nudifrons (Spix, 1825) ;
- Phimosus infuscatus infuscatus (Lichtenstein, MHC, 1823).